# Paramombasius
Paramombasius is een kevergeslacht uit de familie van de boktorren (Cerambycidae). De wetenschappelijke naam van het geslacht werd voor het eerst geldig gepubliceerd in 1966 door Fuchs.

## Soorten
Paramombasius is monotypisch en omvat slechts de volgende soort:
- Paramombasius pubicollis Fuchs, 1966